# Culture des Tuvalu

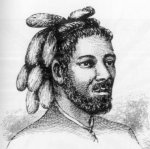
Habitant des Tuvalu en 1831 (atoll de Nukufetau).

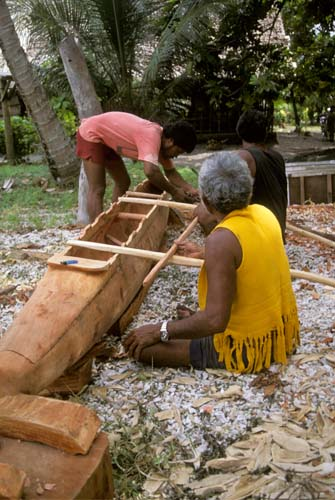
Fabrication d'une pirogue, atoll de Nanumea.

La culture des Tuvalu se rattache à l'aire océanienne et au sous-groupe polynésien. La culture est avant tout orale.

## Langues
Les langues officielles sont le tuvaluan et l'anglais. La première est la langue vernaculaire du pays. Elle est surtout parlée dans le cadre familial. Quant à la seconde, elle est comprise mais très peu parlée.
Les habitants de l'atoll de Nui parlent le gilbertin. Celui-ci est mâtiné de tuvaluan.

## Drapeau

Drapeau des Tuvalu.

L'Union Jack symbolise les liens entre l'histoire des Tuvalu et celle du Royaume-Uni. Les neuf étoiles représentent les îles et atolls du pays. Leur position est correcte quand le drapeau est accroché vers le bas (en raison de la position astronomique dans le ciel). Les orientations des étoiles sont différentes : quatre ont la pointe en haut, cinq ont la pointe en bas.

## Hymne national
L'hymne national s'intitulant Tuvalu mo te Atua (Les Tuvalu avec Dieu) fut adopté en 1978, l'année de l'indépendance du pays vis-à-vis du Royaume-Uni. Les paroles sont en tuvaluan.

## Architecture
L'architecture tuvaluane utilise des feuilles d'arbres des forêts de feuillus indigènes. Les églises sont très souvent peintes en blanc.

## Musique
Le fakanau et le fatele sont les danses tuvaluanes les plus connues.

## Cuisine
Les aliments de base de la cuisine tuvaluane sont la noix de coco, le taro, le riz, le pulaka, les bananes et les produits de la mer.

## Sport
Les Tuvalu participent aux Jeux olympiques, aux Jeux du Commonwealth et aux Jeux du Pacifique.

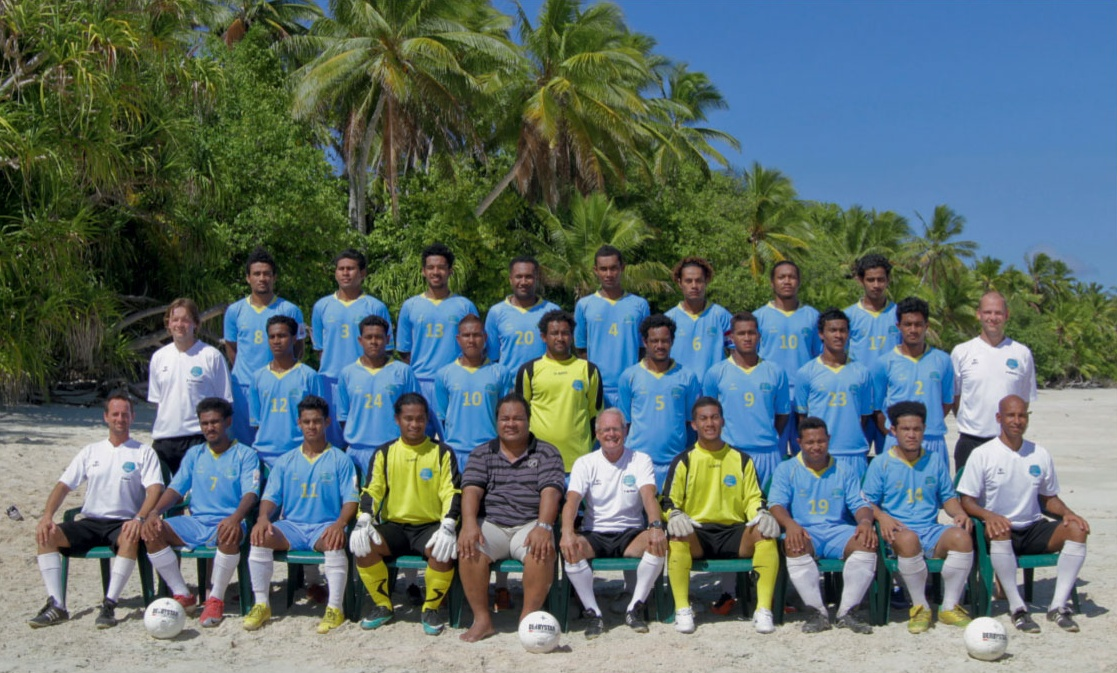
L'équipe des Tuvalu de football en 2011.

L'équipe nationale de football n'est pas membre de la FIFA. Le pays désire intégrer cette dernière depuis de nombreuses années mais peine à remplir les conditions nécessaires en termes d'infrastructures et manque d'hôtels aptes à accueillir les équipes étrangères. L'équipe nationale de football des Tuvalu est toutefois membre associé de l'OFC.

## Médias
Les médias aux Tuvalu sont peu développés et relèvent entièrement du service public, via l'entreprise publique de radiodiffusion Broadcasting Corporation of Tuvalu, établie en 2014 ; elle gère Radio Tuvalu et publie un quinzomadaire papier en tuvaluan et en anglais.